# Élections en France sous la Quatrième République

## Chronologie des élections par année

### 1945
- 29 avril : municipales
- 23 et 30 septembre : cantonales
- 21 octobre : 
  - référendum sur l'Assemblée Constituante (Loi constitutionnelle de 1945, adoption) ;
  - législatives

### 1946
- 5 mai : référendum sur le projet de Constitution du 19 avril 1946 (rejet)
- 2 juin : législatives (Assemblée constituante)
- 13 octobre : référendum sur la nouvelle Constitution (adoption)
- 10 novembre : législatives
- 24 novembre et 8 décembre : élections au Conseil de la République

### 1947
- 16 janvier : présidentielle
- 19 et 26 octobre : municipales

### 1948
- 7 novembre : élections au Conseil de la République

### 1949
- 20 et 27 mars : cantonales

### 1951
- 17 juin : législatives
- 7 et 14 octobre : cantonales

### 1952
- 18 mai : élections au Conseil de la République

### 1953
- 26 avril et 3 mai : municipales
- 17 au 23 décembre : présidentielle

### 1955
- 17 et 24 avril : cantonales
- 19 juin : élections au Conseil de la République

### 1956
- 2 janvier : législatives

### 1958
- 20 et 27 avril : cantonales
- 8 juin : élections au Conseil de la République
- 28 septembre : référendum sur la nouvelle Constitution (adoption)